# William Hansson
William Hansson (Estocolmo, 19 de junio de 2001) es un deportista sueco que compite en esquí alpino. Ganó dos medallas en el Campeonato Mundial de Esquí Alpino, en los años 2021 y 2025, ambas en la prueba de equipo mixto. 

## Palmarés internacional
| Campeonato Mundial | Campeonato Mundial         | Campeonato Mundial | Campeonato Mundial |
| Año                | Lugar                      | Medalla            | Prueba             |
| ------------------ | -------------------------- | ------------------ | ------------------ |
| 2021               | Cortina d'Ampezzo (Italia) | Medalla de plata   | Equipo mixto       |
| 2025               | Saalbach (Austria)         | Medalla de bronce  | Equipo mixto       |